# Ambrosi d'Alexandria
Ambrosi d'Alexandria (grec antic: Ἀμβρόσιος, llatí: Ambrosius) va ser un noble i cortesà romà que vivia vers el 230. Va pertànyer primer a la secta cristiana dels valentinians i després a les dels marcionites, però fou convençut per Orígenes. Va ser ordenat diaca. Va convèncer a Orígenes d'escriure els seus Comentaris. Durant la persecució de Maximí el Traci (236) va actuar com a confessor. Va morir entre el 247 i el 253. La seva correspondència amb Orígenes, lloada per Jeroni, s'ha perdut.